# Университет искусств (Белград)
Университет искусств (серб. Универзитет уметности) — один из университетов Сербии, находится в Белграде. Основан 10 июня 1957 года как Академия искусств. 21 мая 1973 года получил своё нынешнее название.
В университете есть своё издательство, занимающееся выпуском литературы по искусству, учебной литературы.

## Факультеты
- Музыкальных искусств[2]. Основан в 1937 году как Музыкальная академия. Своё нынешнее название получил в 1973 году.
- Изобразительных искусств[3]. Факультет изобразительных искусств был создан в 1937 году. Своё нынешнее название получил в 1973 году. Факультет имеет три отделения — скульптуры, живописи и графики. На факультете учатся около 2500 студентов. Преподавателей — 550 человек.
- Драматического искусства. Факультет театрального искусства был создан в 1948 году как Академия театрального искусства. С 1962 года назывался Академией театра, кино, радио и телевидения. С 1973 года носит современное название.
- Прикладных искусств. Факультет прикладного искусства был создан в 1948 году как Академия прикладных искусств. Нынешнее название получил в 1973 году.

## Междисциплинарные исследования
Междисциплинарными исследованиями занимаются в университете по причине необходимости изучения современных художественных и научных дисциплин.
Междисциплинарные исследования укрепляют связи между факультетами, улучшают сотрудничество между преподавателями факультетов искусств и экспертов из различных областей науки.

## Ректорат
В разное время университетом руководили 20 ректоров:
- Сретен Стоянович (1957—1958)
- Михайло Вукдрагович (1958—1959)
- Джордже Андриевич-Кун (1959—1963)
- Вьекослав Африч (1963—1965)
- Бруно Брун (1965—1971)
- Йован Кратовил (1971—1973)
- Драгослава Стоянович Глоток (1973—1976)
- Ратко Джуровича (1976—1977)
- Радос Новакович (1977—1979)
- Александр Обрадович (1979—1983)
- Воин Стоич (1983—1985)
- Нандор Глид (1985—1989)
- Даринка Матич-Марович (1989—1998)
- Радмила Бакосевич (1998—2000)
- Милена Драгицевич-Сесик (2000—2004)
- Чедомир Васил (2004—2009)
- Лилиана Попович (2009—2015)
- Зоран Ерич (2015—2018)
- Милета Проданович (2018—2020)
- Мирьяна Николич (2021 — настоящее время)

## Выпускники
- Шчепанович, Славко (род. 1940)